# Hôtel Hermitage Monte-Carlo
 (juillet 2018).
Pour les articles homonymes, voir Hôtel Hermitage.
L'hôtel Hermitage est un palace de style Belle Époque en plein cœur de Monaco sur la Côte d'Azur. Construit de 1890 à 1896 par l'architecte Jean Marquet, il appartient au groupe Société des bains de mer de Monaco.

## Situation
L'Hôtel Hermitage surplombe le port de Monaco et la mer Méditerranée.
La coupole du jardin d'hiver est signée Gustave Eiffel[réf. nécessaire].

## Caractéristiques
- 280 chambres dont 43 suites.
- Un restaurant avec terrasse panoramique, " Le Pavyllon" du célèbre chef Yannick Alleno .
- Une salle de réception classée, la salle Belle Époque.
- Huit salles de réunion modulables.
- Un jardin d'hiver.
- Un lobby bar : le Limùn Bar et un piano-bar.
- Neuf salons.